# Elezagići
Elezagići är ett samhälle i Bosnien och Hercegovina.   Det ligger i entiteten Republika Srpska, i den nordvästra delen av landet, 160 km nordväst om huvudstaden Sarajevo. Elezagići ligger 95 meter över havet och antalet invånare är 575.
Terrängen runt Elezagići är platt.Närmaste större samhälle är Bosanska Gradiška, 10,4 km norr om Elezagići. 
Trakten runt Elezagići består till största delen av jordbruksmark. Runt Elezagići är det ganska tätbefolkat, med 67 invånare per kvadratkilometer.